# Pajaritos (Granada)

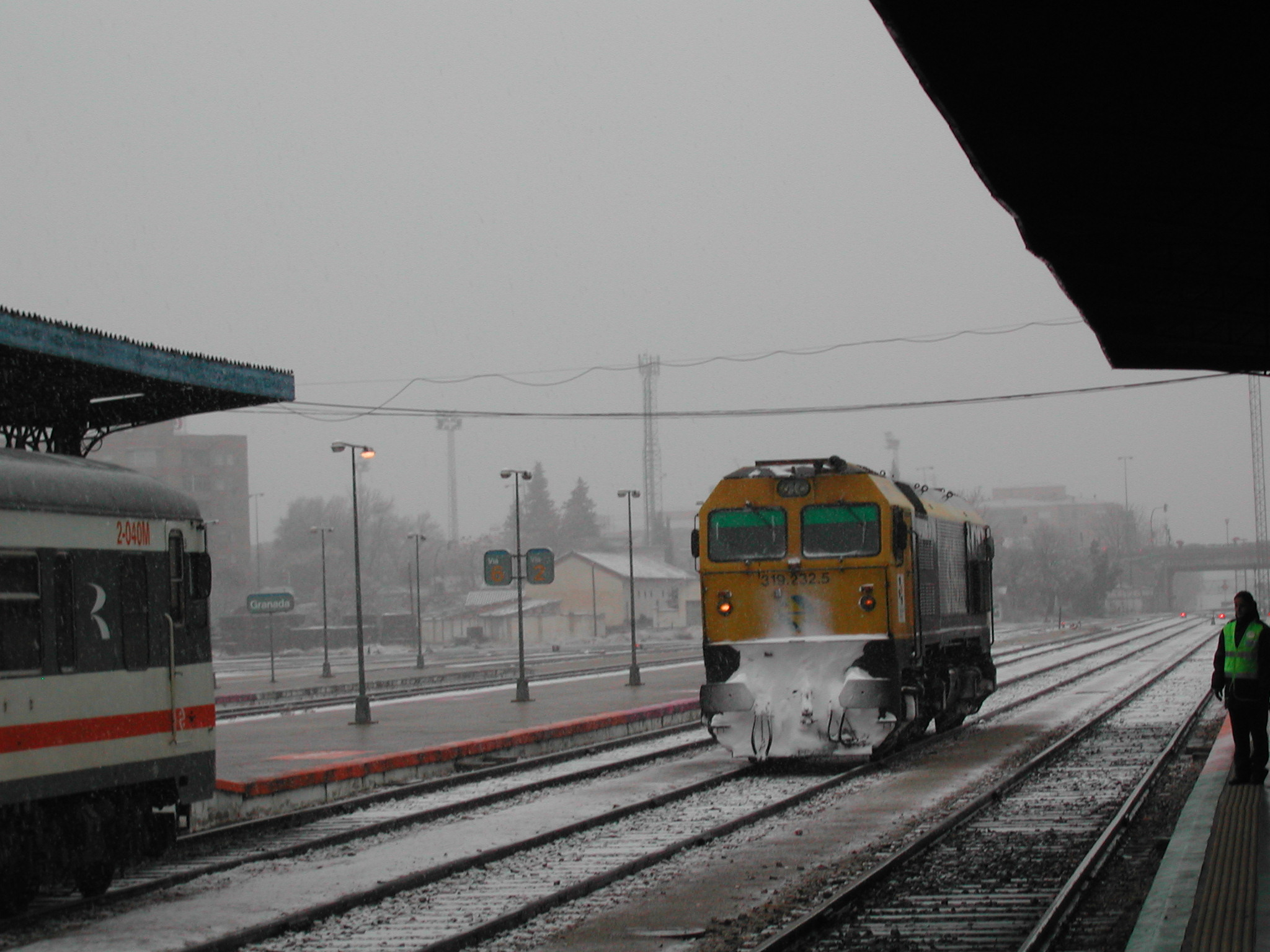
Estación de Trenes de Granada, en el barrio de los Pajaritos.

Pajaritos (comúnmente conocido como Los Pajaritos o Los Pajaricos) es un barrio de Granada, en Andalucía (España), perteneciente al distrito Beiro. Está situado en la zona sur del distrito. Limita al norte con los barrios de Cerrillo de Maracena y La Cruz; al este, con el barrio de Plaza de Toros-Doctores-San Lázaro; al sur, con los barrios de Centro-Sagrario y Camino de Ronda; y al oeste, con los barrios de Rosaleda y Angustias-Chana-Encina.
En el barrio, en la Avenida del Sur, se encuentra un complejo administrativo compuesto por los edificios del Juzgado, del Registro Civil, de la Dirección Provincial del SEPE y de la Dirección Provincial de la Inspección de Trabajo.
También se encuentra el Campus Universitario de Fuentenueva —con la facultad de Ciencias, los comedores universitarios, etc.— y la Estación de Trenes de Granada.
Sus fiestas tradicionales se celebran la segunda semana del mes de septiembre. Actualmente, es un barrio de marcada población estudiantil.

## Lugares de interés
- Campus Universitario de Fuentenueva
- Estación de Granada

## Personajes célebres
- Juan Ramón Rodríguez Cervilla (Jota): Líder del grupo Los Planetas.
- Antonio Arias: Voz y Bajo del grupo granadino Lagartija Nick.
- Pablo Salvatierra Sánchez (Blito): Vocalista, guitarrista y compositor del grupo Abril.
- Carlos Salvatierra Sánchez: Vocalista, guitarrista y compositor del grupo Abril.

## Referencias

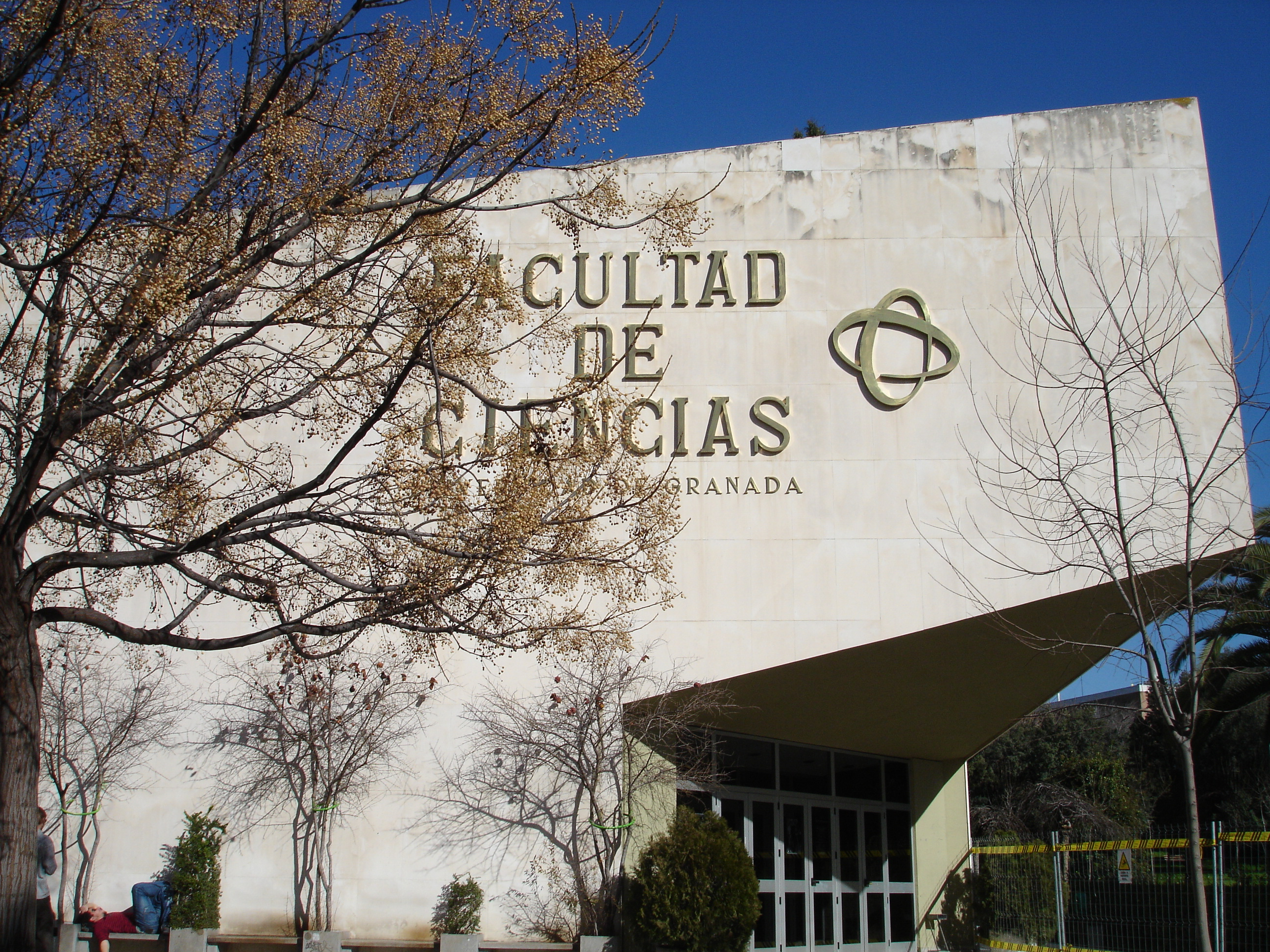
Facultad de Ciencias de la Universidad de Granada.